# Bobsleigh als Jocs Olímpics d'Hivern de 1994

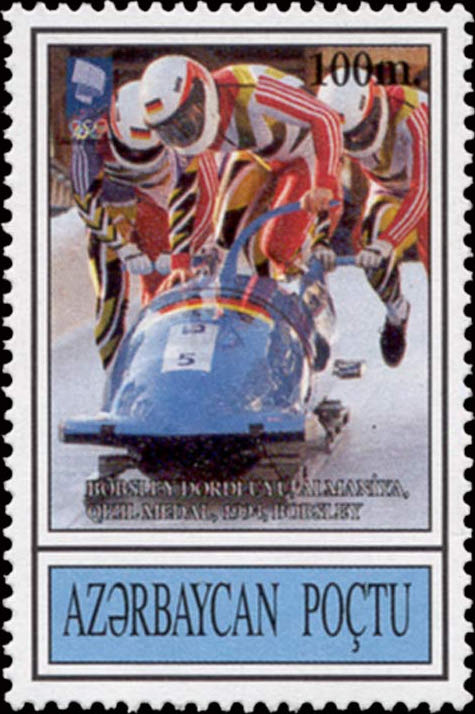
Segell postal emès per Azerbaidjan.

Als Jocs Olímpics d'hivern de 1994 celebrats a la ciutat de Lillehammer (Noruega) es disputaren dues proves de bobsleigh, ambdues en categoria masculina.
Les proves es realitzaren entre els dies 19 i 20 de febrer la prova de Bobs a 2 i entre el 26 i 27 de febrer de 1994 a les instal·lacions d'Hunderfossen. Hi participaren un total de 155 corredors de 30 comitès nacionals diferents.

## Resum de medalles
| Prova            | Or                                                                                       | Argent                                                                        | Bronze                                                                                |
| Bobs a 2 detalls | Suïssa · Suïssa IGustav Weder · Donat Acklin                                             | Suïssa · Suïssa IIReto Götschi · Guido Acklin                                 | Itàlia · Itàlia IGünther Huber · Stefano Ticci                                        |
| Bobs a 4 detalls | Alemanya · Alemanya IIHarald Czudaj · Karsten Brannasch · Olaf Hampel · Alexander Szelig | Suïssa · Suïssa IGustav Weder · Donat Acklin · Kurt Meier · Domenico Semeraro | Alemanya · Alemanya IWolfgang Hoppe · Ulf Hielscher · René Hannemann · Carsten Embach |

## Medaller
| Posició | País     | Or | Argent | Bronze | Total |
| 1       | Suïssa   | 1  | 2      | 0      | 3     |
| 2       | Alemanya | 1  | 0      | 1      | 2     |
| 3       | Itàlia   | 0  | 0      | 1      | 1     |
|         |          |    |        |        |       |
| Total   | Total    | 2  | 2      | 2      | 6     |